# London Docklands
Docklands er et område i det østlige London. Det består af dele af bydelene Southwark, Tower Hamlets og Newham. Havneanlægget, eller dokkerne, navnet henviser til at den tidligere var en del af Port of London. Det meste af området er nu brugt til anden kommerciel virksomhed og til boligområder. Londons nyeste lufthavn, London City Airport blev anlagt her i 1987. Navnet blev først brugt i 1971 i en rapport fra regeringen om planer for udvikling af området, og er siden blevet taget i brug som et halvofficielt navn. Fodboldklubben Millwall holder til i denne del af byen.

## Havneanlæggene
De havneanlæg som ligger indenfor Docklands er fra vest mod øst:
- St. Katharine Docks (Wapping)
- London Docks (Wapping)
- Regent's Canal Dock (nu Limehouse Basin, Limehouse)
- Surrey Commercial Docks (nu Surrey Quays, Rotherhithe)
- West India and Millwall Docks (Isle of Dogs)
- East India Docks (Canning Town)
- Royal Docks (Royal Victoria Dock, Royal Albert Dock og King George V Dock)

De områder som regnes med er hovedsagelig de som blev forvaltet af Port of London Authority. Der lå et stort offentlig havneanlæg til ved Tilbury, som ikke regnes som en del af Docklands. Nogen havneanlæg langs den nedre del af Themsen er fortsat aktive havne, og disse regnes heller ikke med.
51°30′18″N 0°01′05″V / 51.505°N 0.018055555555556°V